# 穆爾薩利察峰
77°55′16″S 86°21′10″W / 77.92111°S 86.35278°W

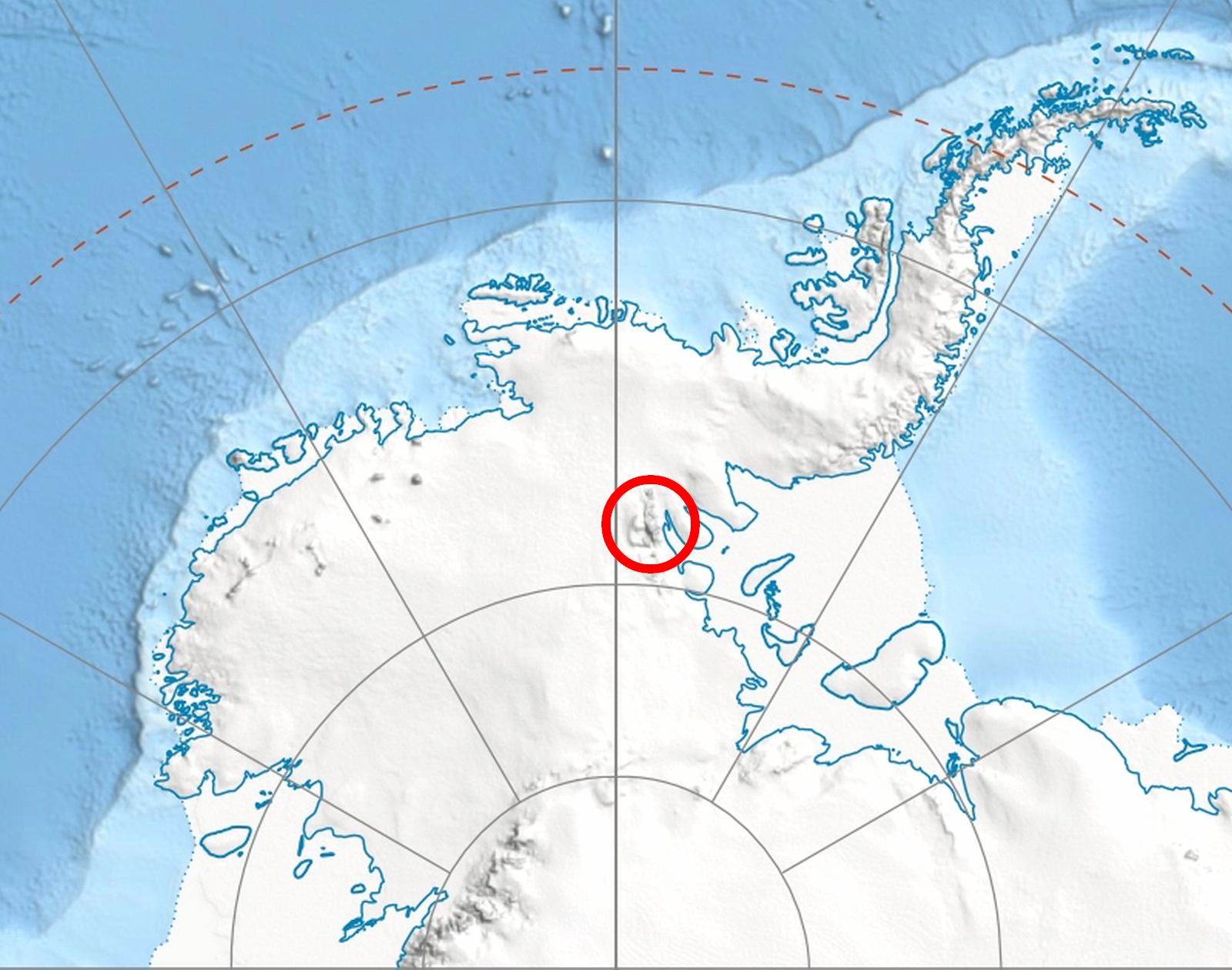

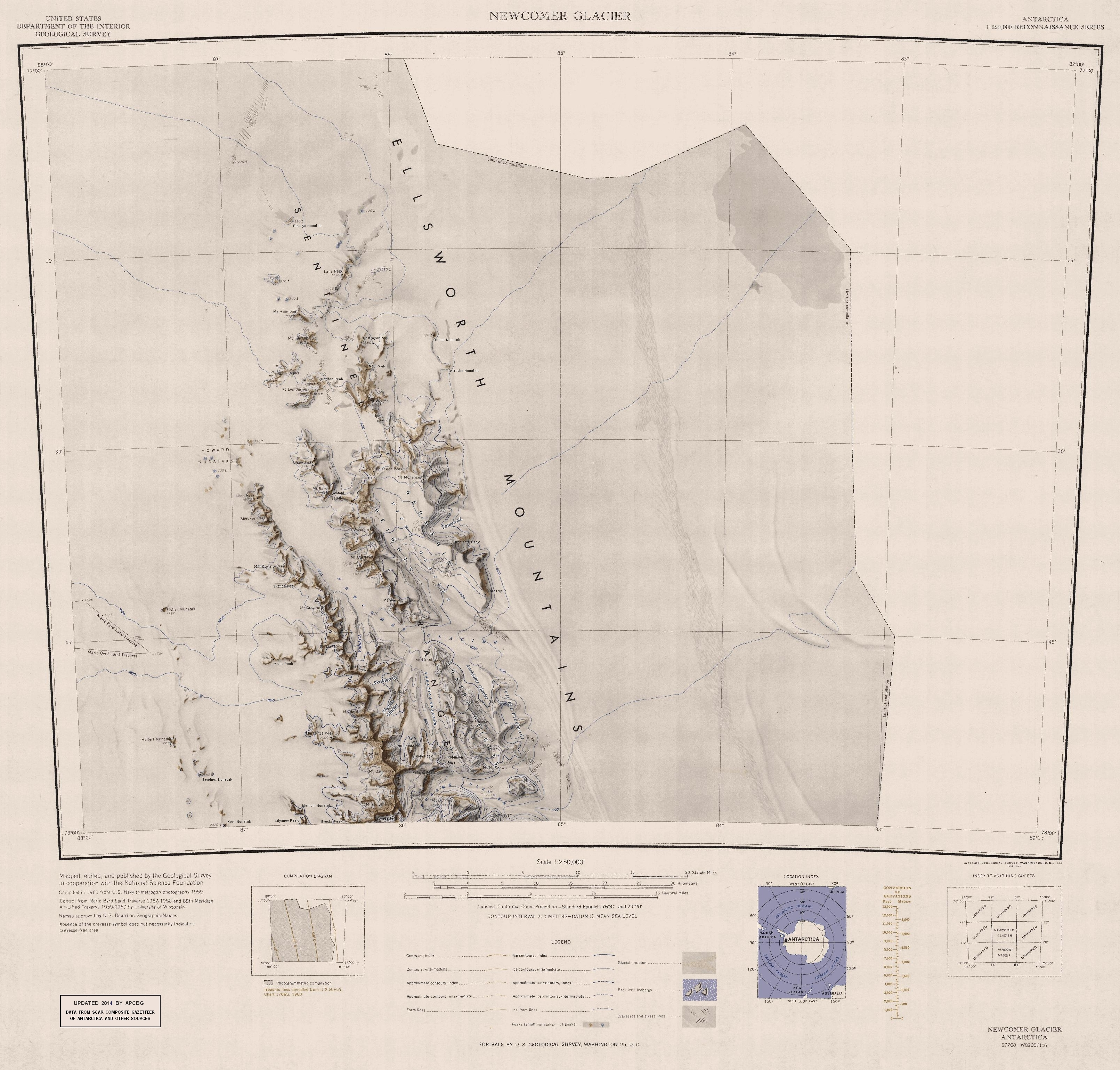

穆爾薩利察峰（英語：Mursalitsa Peak）是南極洲的山峰，位於埃爾斯沃思地，處於巴登山西南面5.8公里、布羅克斯峰以北11.73公里和赫爾弗特冰原島峰以東24.7公里，屬於埃爾斯沃思山脈中森蒂納爾嶺的一部分，現時由南極條約體系管理。